# Telstar 2

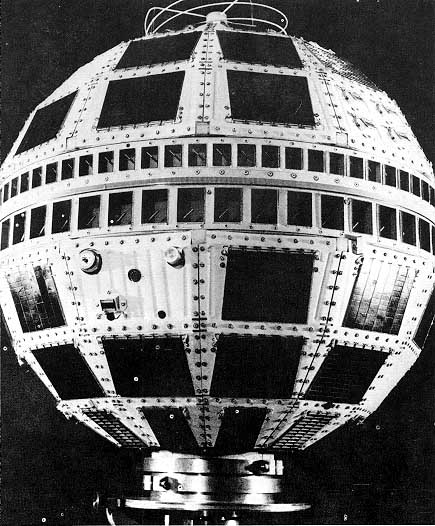
Satélite Telstar 2 (1963).

O Telstar 2 foi um satélite de comunicação lançado pela NASA no dia 5 de julho de 1963. O mesmo permaneceu ativo por dois anos.

## História
O Telstar 2 foi essencialmente idêntico ao satélite Telstar 1. O Telstar 2 diferiu do Telstar 1, em empregar provisões para informação científica a ser transmitido em tempo real através do sistema de telemetria de micro-ondas para que a telemetria pudesse ser obtida após o temporizador de 2 anos ter desligado o farol VHF. O mesmo foi lançado ao espaço no dia 05 de julho de 1963, por meio de veículo Delta B a partir da Estação da Força Aérea de Cabo Canaveral, na Flórida, EUA. O mesmo pesava 79,5 kg ligeiramente mais pesado que seu antecessor, o Telstar 1.
A estação receptora europeia para o Telstar 2 foi construído na Bretanha, França, perto da aldeia Pleumeur-Bodou. Sob uma cúpula de radar de 50 metros de diâmetro é o articuladamente montado, como, antena com 340 toneladas. Os edifícios podem ser vistos hoje como um museu sobre as comunicações.